# Maurice Pirmez
Pour les articles homonymes, voir Pirmez.
Le baron Maurice-Octave-Jean-Baptiste Pirmez, né le 22 octobre 1864 à Ixelles et mort le 22 décembre 1928 à Bruxelles, est un militaire, militant catholique et homme politique belge. 

## Biographie
Maurice Pirmez est le petit-fils de Frédéric Fortamps et le neveu d'Octave Pirmez, ainsi que le petit-neveu de Jean et de Sylvain Pirmez. Ses parents sont propriétaires du château de Hanzinelle. Marié à Elisabeth van Zeebroeck, il est le beau-père de Paul Gendebien. Son fils, Herman Pirmez, officier et résistant, est mort pour la Belgique en déportation à Dachau.
Il opte pour la carrière militaire et devient capitaine au 1er régiment de chasseurs à cheval. Il quitte l'armée pour s'investir dans l'action sociale et politique.
Membre de la Fédération des cercles catholiques et président de la sous-fédération des Jeunes Gardes catholiques de Charleroi, il devient président nationale de la Fédération des Jeunes Gardes catholiques de 1900 à 1912, qu'il restructure, et président de l'Union catholique. Il est l'un des orateurs au cinquième Congrès catholique de Malines du 23-29 septembre 1909.
Député catholique élu par l'arrondissement de Charleroi de 1904 à sa mort, il est questeur (1911-1920), puis premier vice-président de la Chambre basse (1920-1928). Il est également président de la Commission de la Défense nationale et de la Commission mixte chargée d'étudier la réforme de l’organisation militaire de la Belgique.
Il hérite du château d'Acoz.

## Fonctions et mandats
- Président de la Fédération des Jeunes Gardes catholiques : 1900-1912
- Membre de la Chambre des représentants de Belgique par l'arrondissement de Charleroi : 1904-1928
- Questeur  de la Chambre des représentants de Belgique : 1911-1920
- Premier vice-président de la Chambre des représentants de Belgique : 1920-1928

## Sources
1. ↑  Oscar Coomans de Brachène, État présent de la noblesse Belge, Annuaire de 1979, seconde partie, P - Pos, Collection "ETAT PRESENT" a. s. b. l., 1979.

- P. Van Molle, Het Belgisch parlement, p. 274.
- Guy Zelis, Les intellectuels catholiques en Belgique francophone aux 19e et 20e siècles, Presses univ. de Louvain, 2009
- Jean Levie (S.J.), Michel Levie (1851-1939) et le mouvement chretien social de son temps, éditions de la Societe d'études Mmrales, sociales et juridiques, 1962
- Vingt-cinq années de gouvernement: le parti catholique belge et son œuvre, Librairie Albert Dewit, 1910
- Fiche sur odis.be

- Ressource relative à plusieurs domaines :   - ODIS
- Notices d'autorité :   - VIAF
  - NUKAT